# Protexarnis suspicax
Protexarnis suspicax är en fjärilsart som beskrevs av Corti och Max Wilhelm Karl Draudt 1933. Protexarnis suspicax ingår i släktet Protexarnis och familjen nattflyn. Inga underarter finns listade i Catalogue of Life.